# Raeticodactylidae
De Raeticodactylidae zijn een groep uitgestorven pterosauriërs behorend tot de Eopterosauria.
In 2014 definieerden Brian Andres, James Michael Clark en Xu Xing een klade Raeticodactylidae: de groep bestaande uit Raeticodactylus filisurensis Stecher 2008 en alle soorten nauwer verwant aan Raeticodactylus dan aan Eudimorphodon ranzii Zambelli 1973.
De Raeticodactilidae zijn de zustergroep van de Eudimorphodontidae binnen de Eudimorphodontoidea. De Raeticodactylidae bestaan volgens de analyse van Andres uit de zustersoorten Raeticodactylus en Caviramus. Het gaat om kleine basale vormen uit het late Trias die zich onderscheiden door het bezit van tanden met meerdere kroonpunten.